# ميزوني بناني
ميزوني بناني (مواليد سنة 9 مايو 1962 بالقصرين) هو روائي وقصّاص تونسي. تتوزّع أعماله بين القصّة والرّواية والمقالة والدّراسات النّقديّة والبحوث التّربويّة.

## مسيرته
وُلد بناني في 9 مايو 1962 في القصرين. بدأ الكتابة منذ سنة 1985، درس بدار المعلمين بقربة ثم بسوسة، وهو عضو اتحاد الكتاب التونسيين منذ سنة 1989، ومن مؤسّسي فرعه بولاية القصرين سنة 1997، ورئيس هيئته الإدارية حتى سنة 2017.
يشغل منصب أستاذ علوم التربية في المعهد العالي للدراسات التطبيقية في الإنسانيات بسبيطلة، كما يعمل مستشاراً أدبيّاً وفنيّاً لدى دار المؤانسة للنّشر.

## أعماله
- 1989: حُمّى الأرض" (مجموعة قصصية)، دار النورس، تونس
- 1989: «دروب الهوان»، منشورة في 10 حلقات في الملحق الثّقافي لجريدة الحريّة، تونس
- 1996: مواويل عائد من ضفّة النّار" (مجموعة قصصية)، دار نقوش عربيّة تونس (ط1)، (ط2، دار الثقافية للطّباعة والنّشر والتّوزيع، المنستير 2015)
- 2017: نشر مجموعتين قصصيتين للأطفال: «صورة ليست كالصّور» (تتضمّن 11 قصّة) و«تراب الوطن» (تتضمّن 10 قصص)، دار منتدى الثّقافة والإعلام، تونس. قامت شركة مسموع الأردنيّة بإنتاجها ونشرها صوتيّا
- 2020: «رحلة فنان» (رواية)، دار المؤانسة للنّشر

له أيضا أربع عشرة قصّة موجّهة للأطفال، منشورة في كتب مستقلّة آخرها:
- قصّة «مدينة من ثلج»، منشورات ثقافة الطّفل العربيّ، أبو ظبي
- قصّة «سُلحوفة تبحث عن أمّها»، دار قنديل للنشر، دبي 2019، ضمن برنامج دبي الدّولي للكتابة للطّفل.[3]

## جوائز
حصل على جائزة الإبداع الجهوي لأدب الطّفل بالقصرين سنة 1999، وجائزة ثقافة الطفل العربي في القصّة في أبوظبي سنة 2001، كما فاز بجائزة الشيخ زايد للكتاب في فرع أدب الطّفل والنّاشئة 2021 عن رواية «رحلة فنّان».